# Гимнокалициум Монвилля
Gymnocalycium monvillei — кактус из рода Гимнокалициум.

## Описание
Стебель шаровидный, с вдавленной верхушкой, блестящий, серо-зелёный. Рёбер 13-17, с большими закруглёнными бугорками.
Колючек 7-13, они шиловидные, изогнутые, длиной до 4 см, жёлтого или янтарного оттенка.
Цветки белые или розоватые, до 8 см длиной.

## Распространение
Эндемик Аргентины.

## Синонимы
- Echinocactus monvillei
- Echinocactus multiflorus
- Gymnocalycium brachyanthum
- Gymnocalycium ourselianum
- Gymnocalycium schuetzianum
- Gymnocalycium achirasense
- Gymnocalycium horridispinum
- Gymnocalycium multiflorum

## Гимнокалициум на почтовых марках
В феврале 1974 года почта ГДР выпустила серию из шести марок с изображением кактусов. На одной из марок серии  (Mi #1925) изображён Gymnocalycium monvillei.